# ArchDaily
ArchDaily è un sito web che riguarda notizie di architettura, progetti, prodotti, eventi, interviste e concorsi e articoli di opinione, rivolto principalmente ad architetti e designer.
Attualmente ha sede a Santiago del Cile, con uffici a Berlino, Shanghai e Città del Messico.

## Descrizione
ArchDaily è uno dei siti web di architettura più popolari al mondo, con più di 137 milioni di visite annuali nel 2024.
Fondato nel marzo 2008 dagli architetti cileni David Basulto e David Assael, ArchDaily comprende tre siti web regionali in spagnolo (ArchDaily México, ArchDaily Colombia e ArchDaily Perú), portoghese (ArchDaily Brasil) e cinese (ArchDaily China). Ha una partnership con il Premio Pritzker ed è stato uno dei cinque finalisti per il premio Best Online Magazine agli Open Web Awards 2009 di Mashable.
Nel 2020, ArchDaily è stata acquisita dalla società di media svizzera NZZ Mediengruppe. Anche se i dettagli di acquisto non sono stati resi noti ufficialmente, il prezzo è stimato intorno ai 10 milioni di euro.

## Personale e collaboratori
Dal 2023, l'amministratore delegato del sito è Stephan Bachmann, il caporedattore è David Basulto, mentre Clara Ott ricopre il ruolo di project manager e Nicolás Valenciaquello quello di direttore editoriale.

## Premi per l'edificio dell'anno
Ogni anno, ArchDaily organizza i Building of the Year Awards, i cui vincitori sono scelti dal voto dei 60.000 architetti membri del sito.